# Bosse (Frankenfeld)
Bosse è una frazione (Ortsteil) del comune di Frankenfeld, nel land della Bassa Sassonia, in Germania.

## Storia
Già comune autonomo nel circondario di Fallingbostel, fu soppresso e incorporato a Frankenfeld il 1º marzo 1974.